# 融紅鸞
融 紅鸞（とおる こうらん、1906年（明治39年）- 1982年（昭和57年）5月26日）は、日本のタレント、日本画家である。本名は胡桃沢 美代子（くるみさわ みよこ）で、旧姓は新田。

## 経歴・人物
大阪府大阪市の出身。矢野橋村が設立した天王寺区に所在した大阪美術学校（1944年廃校）に入学し、橋村から日本画を学ぶ。卒業後は花卉画をよくし、約15回紅鸞の作品を日展に入選した。後に大阪美術学校の先輩だった洋画家の胡桃沢源人と結婚し、その後は1958年に開局したラジオ大阪『悩みの相談室』のパーソナリティを務め、多くのテレビ・ラジオ番組に出演した。
『悩みの相談室』は紅鸞が担当すると回答者が殺到し、総回答者は4万人にのぼる人気のラジオパーソナリティとなる。『悩みの相談室』で発した大阪弁「あんさん別れなはれ」は名言となり、自身は外に出て洗濯した事とは対照的に夫は洗濯及び炊事といった家事をする「あべこべ夫婦」として名を馳せた。

## 作品

### ディスコグラフィ
- あんさん別れなはれ／社員の歌（1970年）- 月亭可朝と共演

### 画家として
- 『花籠』
- 『椿図』
- 『椿・杉図』

### 著書
- 『極楽女房』
- 『とおる・こうらんのことわざ人生』
- 『体当たり人生案内』
- 『愛をみつめて』

## 出演
- 悩みの相談室（ラジオ大阪）
- お昼のゴールデンショー（フジテレビ、1970年6月17日）
- 温泉こんにゃく芸者 (1970.東映京都)